# Isopedella cana
Isopedella cana là một loài nhện trong họ Sparassidae.
Loài này thuộc chi Isopedella. Isopedella cana được Eugène Simon miêu tả năm 1908.